# Protopalpus kurku
Genre
Espèce
Protopalpus kurku, unique représentant du genre Protopalpus, est une espèce d'araignées aranéomorphes de la famille des Linyphiidae.

## Distribution
Cette espèce est endémique de la province de Chiang Mai en Thaïlande. Elle se rencontre vers 2 530 m d'altitude sur le Doi Inthanon.

## Description
Le mâle holotype mesure 1,35 mm.

## Publication originale
- Tanasevitch, 2021 : « New taxa and faunistic data on linyphiid spiders (Araneae: Linyphiidae) from Southeast Asia. » Raffles Bulletin of Zoology, vol. 69, p. 212-218 (texte intégral).